# 운 파소 달 치엘로
《운 파소 달 치엘로》(이탈리아어: Un passo dal cielo)는 이탈리아의 텔레비전 드라마이다.